# 道の駅シーサイド高浜
道の駅シーサイド高浜（みちのえき シーサイドたかはま）は、福井県大飯郡高浜町下車持（しもくらもち）にある国道27号の道の駅である。

## 施設
当駅の施設整備の総事業費20億円超のうち、約3割が関西電力高浜発電所立地に伴う電源三法の交付金で賄われている。
- 駐車場
  - 普通車：131台[5]
  - 大型車：19台[5]
  - 身障者用：8台[5]
- トイレ
  - 男：大・小15
  - 女：11
  - 身障者用：6
- 情報コーナー・休憩室（24時間）
- 飲食棟（運営会社：株式会社KRフードサービス[7]、2022年4月1日 - ） - 「ジェノバ」の愛称が付けられている[3]。
  - 物産コーナー（10:00 - 17:00）
  - レストラン（10:00 - 17:00）
- 湯っぷる（日帰り入浴施設、10:00 - 22:00）[3][5]

### 管理団体
- 設置者：高浜町
- 指定管理者：中日本エクシス株式会社（2018年6月1日 - ）[8][9] - 2016年（平成28年）4月から指定管理者として中日本高速道路（NEXCO中日本）の子会社「ウェイザ」が運営[10]。当初3年間の予定であったが、ウェイザが中日本エクシスに吸収合併されたため運営会社が中日本エクシスとなった[9]。

## 休館日
- 毎月第1・第3水曜日（8月は無休）[5]

## アクセス
- 国道27号 - 登録路線
- 舞鶴若狭自動車道大飯高浜ICより約10分。

## 周辺
- 若狭和田海水浴場
- 高浜海水浴場
- 東三松海水浴場
- 若狭たかはまエルどらんど
- 馬居寺